# 2012년 대한민국 택시 파업
2012년 대한민국 택시 파업은 2012년 6월 20일 하루 동안 대한민국의 전국택시노동조합에 의해 진행된 노동 파업이다.
파업에 참여한 택시 노동자들은 서울광장에서 집회를 가지고 장시간 노동과 저임금 구조 개선, LPG가격 안정, 택시 연료 다양, 택시 요금 현실화, 대중교통 법제화 등을 요구하였다.
새누리당 소속 김문수 경기도지사가 집회에 참여하였다.